# Jello Biafra
Eric Reed Boucher (Boulder, Colorado, Estados Unidos, 17 de junio de 1958), más conocido por su nombre artístico Jello Biafra, es un cantante, artista de spoken word y activista político estadounidense. Es conocido principalmente por ser el ex cantante y compositor de la banda de punk rock de San Francisco Dead Kennedys.
Para muchos es considerado líder intelectual del movimiento punk. Después de que el grupo se disolviera, se convirtió en un solista y artista de palabra hablada, y publicó numerosos álbumes de ambos géneros mediante su sello discográfico, Alternative Tentacles. En su vida política, es un activo miembro del Green Party y participa en campañas de activismo relacionadas con sus visiones políticas progresistas. Es también un autoproclamado anarquista (aunque no un promotor de la anarquía), y aboga por la desobediencia civil y por las bromas en el nombre del cambio político. Biafra es conocido por usar tácticas mediáticas absurdistas siguiendo la tradición de los Yippies para destacar cuestiones de derechos humanos, justicia social y anticorporativismo.

## Biografía
Eric Reed Boucher, nacido en Boulder, Colorado, Estados Unidos, es hijo de Stanley y Virginia Boucher, una bibliotecaria y Stanley Wayne Boucher, un trabajador social psiquiátrico y poeta. Tuvo una hermana, Julie J. Boucher, quien fue directora asociada del Servicio de Investigación Bibliotecaria de la Biblioteca Estatal de Colorado y falleció en un accidente de escalada el 12 de octubre de 1996.  Boucher tuvo un bisabuelo judío, pero no lo supo hasta que tenía unos 40 años. Debido a su educación secular y a la falta de conocimiento de su lejana ascendencia judía hasta la edad adulta, no se considera judío. Boucher es ateo.
Boucher desarrolló pronto un interés por la política internacional y sus padres promovieron que aprendiera más del tema. De pequeño, veía ávidamente las noticias. Una de las memorias más tempranas de su juventud es el asesinato de John F. Kennedy. Biafra afirma haber sido un fan de la música rock desde que la escuchó por primera vez en 1965, cuando sus padres accidentalmente sintonizaron una emisora de radio de rock. Por muchos años sintió devoción por el rockabilly de la década de 1950 y la música surf, gustos que mantiene hasta el día de hoy. Cuando era adolescente, su consejero vocacional de la escuela secundaria le aconsejó que pasara su adolescencia preparándose para convertirse en higienista dental.

## Carrera musical

### Bandas de Colorado
Comenzó su carrera musical en enero de 1977 como técnico musical para la banda de new wave The Ravers (que más tarde cambiarían su nombre a The Nails). Sin embargo, su trabajo terminó cuando a The Ravers les ofrecieron un contrato discográfico y abandonaron Colorado. Boucher atribuye el hecho de haber visto a Joey Ramone como inspiración para convertirse en cantante, y las letras de los Ramones como inspiración para el uso del humor en sus propias canciones.
Poco después de graduarse de la escuela secundaria, formó una banda llamada The Healers, con John Greenway y un tercer miembro desconocido. Boucher ha descrito la música de The Healers como "golpear instrumentos que no sabíamos tocar cuando nuestros padres no estaban en casa". Si bien nunca tocaron en un espectáculo, la banda hizo grabaciones, incluida una versión temprana de California Über Alles, pero no quería que nada de eso fuera lanzado al público. Parte de su música se puso a disposición en una compilación de 2009 de bandas de punk de Colorado de finales de la década de 1970 titulada Rocky Mountain Low, incluida la versión original de California Über Alles, que Maximum Rocknroll describió como "improvisación experimental" en su reseña.
Boucher abandonó Boulder y empezó a asistir a la Universidad de California, en donde estudió economía. Pasó un cuatrimestre del año estudiando en talleres de teatro y se involucró en el movimiento punk de San Francisco. 

### Dead Kennedys
En junio de 1978, luego de su viaje a Londres en donde vio y estudió la filosofía y el comportamiento de las variadas tribus urbanas de aquella época, respondió a un anuncio del guitarrista East Bay Ray que decía: "guitarrista quiere formar una banda punk" y juntos formaron los Dead Kennedys. Biafra comenzó actuando con la banda con el sobrenombre de Occupant, pero poco después empezó a usar su actual nombre artístico. Su nombre artístico es una combinación de la marca Jell-O y del nombre del país de corta duración de Biafra que intentó separarse de Nigeria en 1966. Después de cuatro años de lucha y horrenda hambruna, Nigeria retomó el control del naciente estado de Biafra. Jello Biafra creó su nombre como una combinación irónica de un comestible producido masivamente y de una hambruna masiva. 
Biafra inicialmente intentó componer música con la guitarra, pero su falta de experiencia con el instrumento y su propia admisión de ser "un torpe con las manos" llevaron al bajista de Dead Kennedys, Klaus Flouride, a sugerirle a Biafra que simplemente cantara las partes que él imaginaba para la banda. Biafra cantaba sus riffs y melodías en una grabadora, que llevaba a los ensayos y/o sesiones de grabación de la banda. Esto más tarde se convirtió en un problema cuando los otros miembros de Dead Kennedys demandaron a Biafra por regalías y derechos de publicación. Según todos los relatos, incluido el suyo propio, Biafra no es un músico convencionalmente hábil, aunque él y sus colaboradores (Joey Shithead de D.O.A. en particular) dan fe de que es un compositor hábil y su trabajo, particularmente con Dead Kennedys, es muy respetado por los críticos y fanáticos orientados al punk.
En junio de 1979, Biafra formó el sello discográfico Alternative Tentacles. Biafra creó el sello para permitir a la banda emitir álbumes sin tener que soportar la presión de los grandes sellos para hacerles cambiar su música (aunque los grandes sellos no estaban dispuestos a firmar con ellos debido a que sus canciones eran consideradas demasiado controvertidas). Bajo ese sello lanzaron lo que sería el primer sencillo de los Dead Kennedys, California Über Alles. La canción, que se burlaba del gobernador de California Jerry Brown, fue la primera de muchas canciones políticas del grupo y de Biafra. Su popularidad dio lugar a que otros músicos hicieran versiones de la canción. No mucho después, los Dead Kennedys tuvieron un segundo y mayor éxito con "Holiday in Cambodia" de su álbum debut Fresh Fruit for Rotting Vegetables. AllMusic cita esta canción como "posiblemente el sencillo más exitoso de la escena hardcore estadounidense" y Biafra la cuenta como su canción favorita de Dead Kennedy.
En la primavera de 1981, Dead Kennedys suscitó cierta controversia por el sencillo "Too Drunk to Fuck". La canción se convirtió en un éxito en Gran Bretaña y la BBC temía que fuera lo suficientemente popular como para aparecer entre las 30 mejores canciones de las listas nacionales, lo que obligaba a mencionarla en Top of the Pops. Sin embargo, el sencillo alcanzó el puesto número 31 en las listas.
El EP In God We Trust, Inc. contenía la canción "Nazi Punks Fuck Off!" así como "We've Got A Bigger Problem Now", una versión reescrita de California Über Alles sobre Ronald Reagan. El músico y erudito punk Vic Bondi considera que esta última canción es la que «definió la agenda lírica de gran parte de la música hardcore y representó su ruptura con el punk». El álbum más controvertido de la banda, Frankenchrist, trajo consigo la canción "MTV Get Off the Air", que acusaba a MTV de promover música de mala calidad y sedar al público. El álbum también contenía un controvertido póster del artista surrealista suizo H. R. Giger titulado Penis Landscape.
Los Dead Kennedys realizaron numerosas giras durante su carrera, que comenzó a fines de los años 70. Comenzaron a tocar en el Mabuhay Gardens de San Francisco (su base) y otros lugares del Área de la Bahía, y luego se expandieron a clubes del sur de California (el más notable fue el Whisky a Go Go), pero finalmente se mudaron a los principales clubes de todo el país, incluido el CBGB en Nueva York. Más tarde, tocaron para audiencias más grandes, como en los Bay Area Music Awards de 1980 (donde tocaron la famosa "Pull My Strings" por única vez) y fueron cabezas de cartel del festival Rock Against Reagan de 1983.
El 7 de mayo de 1994, los fanáticos del punk rock que creían que Biafra era un "vendido" lo atacaron en el club 924 Gilman Street en Berkeley, California. Biafra afirma que fue atacado por un hombre apodado Cretin, que se estrelló contra él mientras hacía mosh. El choque lastimó la pierna de Biafra, lo que provocó una discusión entre los dos hombres. Durante la discusión, Cretin empujó a Biafra al suelo y cinco o seis amigos de Cretin agredieron a Biafra mientras estaba en el suelo, gritando "Estrella de rock vendida, patéalo" e intentando arrancarle el pelo. Biafra fue hospitalizado más tarde con heridas graves. El ataque descarriló los planes de Biafra tanto para una gira de spoken word canadiense como para un álbum que la acompañara, y la producción de Pure Chewing Satisfaction se detuvo. Sin embargo, Biafra regresó al club Gilman unos meses después del incidente para realizar una actuación de palabra hablada como un acto de reconciliación con el club.
Biafra ha sido una figura destacada en la escena punk californiana y fue uno de los miembros de tercera generación de la comunidad punk de San Francisco. Muchas bandas de hardcore posteriores han citado a los Dead Kennedys como una influencia importante. El autor de hardcore punk Steven Blush describe a Biafra como la "estrella más grande" del hardcore, que fue una "poderosa presencia cuya insurgencia política y fanatismo rabioso lo convirtieron en la figura paterna de una subcultura floreciente [y una] fuerza inspiradora [que] también podía ser un verdadero capullo... Biafra fue un [artista] visionario e incendiario".
Después de que los Dead Kennedys se disolvieran, las nuevas canciones de Biafra fueron grabadas con otras bandas y lanzó solo álbumes de spoken word como proyectos en solitario. Estas colaboraciones tuvieron menos popularidad que el trabajo anterior de Biafra. Sin embargo, su canción "That's Progress", grabada originalmente con D.O.A. para el álbum Last Scream of the Missing Neighbors, recibió una exposición considerable cuando apareció en el álbum Rock Against Bush, Vol. 1.

### Enjuiciamiento por obscenidad
En abril de 1986, agentes de policía allanaron la casa de Biafra en respuesta a las quejas del Centro de Recursos Musicales para Padres (PMRC). En junio de 1986, el fiscal adjunto de la ciudad de Los Ángeles, Michael Guarino, trabajando bajo las órdenes del fiscal de la ciudad James Hahn, llevó a Biafra a juicio en Los Ángeles por distribuir "material dañino para menores" en el álbum Frankenchrist de Dead Kennedys. Sin embargo, la disputa no fue sobre la música ni las letras del álbum, sino más bien sobre la impresión del póster de H. R. Giger Landscape XX (Penis Landscape) incluido con el álbum.
El autor musical Reebee Garofalo argumentó que Biafra y Alternative Tentacles pueden haber sido atacados porque el sello era una "pequeña empresa autogestionada y autosuficiente que no podía permitirse una batalla legal prolongada".  Enfrentados a la posible sentencia de un año de cárcel y una multa de $2,000, Biafra, Dirk Dirksen y Suzanne Stefanac fundaron el Fondo de Defensa No More Censorship, un beneficio que incluía varias bandas de punk rock, para ayudar a pagar sus honorarios legales, que ni él ni su sello discográfico podían permitirse. El jurado llegó a un punto muerto de 5 a 7 a favor de la absolución, lo que provocó un juicio nulo; a pesar de una moción para volver a juzgar el caso, el juez ordenó que se retiraran todos los cargos. Los Dead Kennedys se disolvieron durante el juicio, en diciembre de 1986, debido a los crecientes costos legales; a raíz de su disolución, Biafra hizo una carrera de sus actuaciones de spoken word.
Biafra tuvo un papel secundario en la película Tapeheads de 1988. En ella interpreta a un agente del FBI que arresta a los dos protagonistas (interpretados por Tim Robbins y John Cusack). Mientras los arresta, su personaje pregunta "¿Recuerdan lo que le hicimos a Jello Biafra?", satirizando la acusación por obscenidad. 
El 25 de marzo de 2005, Biafra apareció en el programa de radio estadounidense This American Life, "Episodio 285: Conozca a su enemigo", que incluía una llamada telefónica entre Jello Biafra y Michael Guarino, el fiscal en el juicio de Frankenchrist.

### Demanda judicial
En octubre de 1998, tres exmiembros de Dead Kennedys demandaron a Biafra por falta de pago de regalías. Los otros miembros de Dead Kennedys alegaron que Biafra, en su calidad de director de Alternative Tentacles Records, descubrió un error contable por un total de unos 75.000 dólares en regalías impagadas durante casi una década. En lugar de informar a sus compañeros de banda de este error, según la demanda, Biafra ocultó la información a sabiendas hasta que un empleado denunciante del sello discográfico notificó a la banda.
Según Biafra, la demanda se produjo por su negativa a permitir que uno de los sencillos más conocidos de la banda, "Holiday in Cambodia", se utilizara en un anuncio de Levi's Dockers; Biafra se opone a Levi's porque cree que utilizan prácticas comerciales injustas y mano de obra clandestina. Biafra sostuvo que nunca les había negado regalías y que él mismo ni siquiera había recibido regalías por reediciones de sus álbumes o álbumes en vivo "póstumos" que habían sido licenciados a otros sellos por la sociedad Decay Music. Decay Music negó esta acusación y ha publicado lo que dicen son sus cheques de regalías cobrados, escritos a su nombre legal de Eric Boucher. Biafra también se quejó de los créditos de composición en nuevas reediciones y álbumes en vivo de archivo de canciones, alegando que él era el único compositor de canciones que fueron acreditadas erróneamente a toda la banda. 
En mayo de 2000, un jurado encontró a Biafra y Alternative Tentacles responsables por no informar rápidamente a sus antiguos compañeros de banda del error contable y, en cambio, retener la información durante las discusiones posteriores y las negociaciones contractuales. Se ordenó a Biafra pagar $ 200,000, incluidos $ 20,000 en daños punitivos. En junio de 2003, después de una apelación de los abogados de Biafra, el Tribunal de Apelaciones de California confirmó por unanimidad todas las condiciones del veredicto de 2000 contra Biafra y Alternative Tentacles. Además, se les otorgaron a los demandantes los derechos de la mayoría de las obras grabadas de Dead Kennedys, que representaron aproximadamente la mitad de las ventas de Alternative Tentacles. Ahora en control del nombre de Dead Kennedys, los antiguos compañeros de banda de Biafra se fueron de gira con un nuevo vocalista principal.

### Otros proyectos musicales
A principios de la década de 1980, Biafra colaboró con los músicos Christian Lunch y Adrian Borland (de The Sound) y Morgan Fisher (de Mott the Hoople) para el proyecto musical electropunk The Witch Trials, lanzando un EP homónimo en su periodo de actividad. 
En 1988, Biafra, junto con Al Jourgensen y Paul Barker de la banda Ministry, y Jeff Ward, formaron el supergrupo de hardcore punk/metal industrial Lard. La banda se convirtió en otro proyecto paralelo para Ministry, con Biafra proporcionando voces y letras. Según una entrevista de marzo de 2009 con Jourgensen, él y Biafra estaban trabajando en un nuevo álbum de Lard, que se está grabando en el estudio de Jourgensen en El Paso. Jourgensen también afirmó en 2021 que Biafra estaba trabajando en un nuevo álbum de Lard. Mientras trabajaba en la película Terminal City Ricochet en 1989, Biafra hizo una canción para la banda sonora de la película con D.O.A.. Como resultado, Biafra trabajó con D.O.A. en el álbum Last Scream of the Missing Neighbors. Biafra también trabajó con Nomeansno en la banda sonora, lo que llevó a su colaboración en el álbum The Sky Is Falling y I Want My Mommy. Biafra también proporcionó letras para la canción "Biotech is Godzilla" para el álbum de Sepultura de 1993, Chaos A.D..
En 1999, Biafra y otros miembros del movimiento antiglobalización protestaron contra la Reunión de la OMC de 1999 en Seattle. Junto con otros músicos destacados de la Costa Oeste, formó la banda de corta duración No WTO Combo para ayudar a promover la causa del movimiento. Originalmente, la banda tenía previsto tocar durante la protesta, pero la actuación se canceló debido a los disturbios. La banda realizó un breve concierto la noche siguiente en el Showbox del centro de Seattle (fuera del área designada), junto con el grupo de hip-hop Spearhead. No WTO Combo lanzó más tarde un CD con grabaciones del concierto, titulado Live from the Battle in Seattle. 
A fines de 2005, Biafra estaba actuando con la banda The Melvins bajo el nombre de "Jello Biafra and the Melvins", aunque los fanáticos a veces se refieren a ellos como "The Jelvins". Juntos lanzaron dos álbumes y trabajaron en material para un tercer lanzamiento colaborativo, gran parte del cual se estrenó en vivo en dos conciertos en el Great American Music Hall en San Francisco durante un evento llamado Biafra Five-O, que conmemora el 50 cumpleaños de Biafra, el 30 aniversario de la fundación de Dead Kennedys y el comienzo del matrimonio homosexual legalizado en California. Biafra también estaba trabajando con una banda conocida como Jello Biafra and the Guantanamo School of Medicine, que incluía a Ralph Spight de Victims Family en la guitarra y a Billy Gould de Faith No More en el bajo. Este grupo debutó durante Biafra Five-O. 
En 2011, Biafra apareció en un concierto singular con un elenco estelar de músicos sureños que incluía a miembros de Cowboy Mouth, Dash Rip Rock, Mojo Nixon y Down titulado "Jello Biafra and the New Orleans Raunch & Soul All Stars", que interpretaron una serie de versiones clásicas del soul ante una sala repleta en el 12-Bar de Nueva Orleans, Luisiana. Más tarde se reuniría con muchos de los mismos músicos durante la temporada de Carnaval de 2014 para revisitar muchos de estos clásicos en Siberia, Nueva Orleans. Un álbum en vivo de la actuación de 2011, Walk on Jindal's Splinters, y un sencillo complementario, Fannie May/Just a Little Bit, se lanzaron en 2015.